# Udara blackburnii
Udara blackburnii (лат.) — вид дневных бабочек из семейства Голубянки (Lycaenidae). Эндемик Гавайских островов. Гусеницы кормятся на видах рода Акация (Acacia koa, отчего там бабочку называют Koa Butterfly), Pithecellobium, Samanea saman, Perottetia sandwicensis, Dodonaea viscosa, Pipturus albidus. Udara blackburnii выделяют в отдельный подрод Vaga. Размах крыльев 22-29 мм. Верхняя часть крыльев голубая, а нижняя — зелёная. Встречается на большинстве Гавайских островов, кроме Ниихау и Кахоолаве.